# Denis Onyango
Pour les articles homonymes, voir Onyango.
Denis Onyango, né le 15 mai 1985 à Kampala, est un footballeur international ougandais.

## Sélections
- International ougandais depuis 2005.

## Palmarès
- Ligue des champions de la CAF 2016